# إلياس أوين
إلياس أوين (بالإنجليزية: Elias Owen)‏ هو لاعب كرة قدم بريطاني (وحمل سابقاً جنسية المملكة المتحدة لبريطانيا العظمى وأيرلندا) في مركز حراسة المرمى، ولد في 1863، وتوفي في 20 سبتمبر 1888 في المملكة المتحدة بسبب شنق. شارك مع منتخب ويلز لكرة القدم. أما مع النوادي، فقد لعب مع Ruthin School ‏.

## وصلات خارجية
- إلياس أوين على موقع قاعدة بيانات كرة القدم.إي يو (الإنجليزية)